# Brabant-le-Roi
Brabant-le-Roi település Franciaországban, Meuse megyében. Lakosainak száma 222 fő (2022. január 1.). Brabant-le-Roi Laimont, Nettancourt, Noyers-Auzécourt, Revigny-sur-Ornain és Villers-aux-Vents községekkel határos.

## Népesség
A település népességének változása:
| Lakosok száma | 223  | 229  | 236  | 230  | 229  | 229  | 227  | 224  | 222  |
|               | 2013 | 2015 | 2016 | 2017 | 2018 | 2019 | 2020 | 2021 | 2022 |